# 5947 Bonnie
5947 Bonnie (1985 FD) là một tiểu hành tinh vành đai chính được phát hiện ngày 21 tháng 3 năm 1985 bởi Shoemaker, C. S. ở Palomar.